# Miletus tellus
Miletus tellus är en fjärilsart som beskrevs av Hans Fruhstorfer 1913. Miletus tellus ingår i släktet Miletus och familjen juvelvingar. Inga underarter finns listade i Catalogue of Life.